# Michail Ivanov (tonsättare)
Michail Michajlovitj Ivanov (ryska: Михаил Михайлович Иванов), född 23 september 1849 i Moskva, död 20 oktober 1927 i Rom, var en rysk tonsättare och musikkritiker. 
Ivanov, som var lärjunge till Pjotr Tjajkovskij, Alexandre Dubuque och Giovanni Sgambati, var verksam som musikkritiker och komponerade bland annat symfoniska verk, ett rekviem och fyra operor.